# Abdiás
Az Abdiás héber eredetű férfinév, jelentése: Isten szolgája.

## Gyakorisága
Az 1990-es években szórványosan fordult elő. A 2000-es és 2010-es években sem szerepelt a 100 leggyakrabban adott férfinév között.
A teljes népességre vonatkozóan a 2000-es és a 2010-es években az Abdiás nem szerepelt a 100 leggyakrabban viselt férfinév között.

## Névnapok
- november 19.[2]

## Híres Abdiások
- Abdiás próféta